# Иштыбаевский сельсовет
Иштыбаевский сельсове́т – упразднённая в 2008 году административно-территориальная единица и сельское поселение (тип муниципального образования) в составе Мишкинского района. Почтовый индекс – 	452359. Код ОКАТО – 80243827000. Согласно Закону Республики Башкортостан «О границах, статусе и административных центрах муниципальных образований в Республике Башкортостан» от 16 декабря 2004 года имел статус сельского поселения.
Образован в 1992 году из 4    селений Большешадинского сельсовета. В 2008 году возвращён обратно в Большешадинский сельсовет.

## Состав сельсовета
деревня Иштыбаево - административный центр, деревни Карасимово, Юбайкулево (приложение 39е); (в ред. Закона РБ от 16.07.2008 № 22-з)

## История
Указ Президиума ВС РБ от 17.12.92 N 6-2/513 "Об образовании Иштыбаевского сельсовета в Мишкинском районе" гласил:

1. Образовать в Мишкинском районе Иштыбаевский сельсовет с административным центром в деревне Иштыбаево.
2. Включить в состав Иштыбаевского сельсовета деревни: Иштыбаево, Карасимово, Юбайкулево, исключив их из состава Большешадинского сельсовета.

3. Установить границу Иштыбаевского и Большешадинского сельсоветов согласно представленной схематической карте.— http://zakon-region3.ru/1/55594/
Закон Республики Башкортостан от 19.11.2008 N 49-з «Об изменениях в административно-территориальном устройстве Республики Башкортостан в связи с объединением отдельных сельсоветов и передачей населённых пунктов» гласил:

 "Внести следующие изменения в административно-территориальное устройство Республики Башкортостан:
35) по Мишкинскому району:
а) объединить Большешадинский и Иштыбаевский сельсоветы с сохранением наименования "Большешадинский" с административным центром в деревне Большие Шады.
Включить деревни Иштыбаево, Карасимово, Юбайкулево Иштыбаевского сельсовета в состав Большешадинского сельсовета.
Утвердить границы Большешадинского сельсовета согласно представленной схематической карте.
Исключить из учётных данных Иштыбаевский сельсовет;

## Географическое положение
На 2008 год граничил с Балтачевским районом, муниципальными образованиями: Большешадинский сельсовет, Ирсаевский сельсовет, Мавлютовский сельсовет  («Закон Республики Башкортостан от 17.12.2004 N 126-з „О границах, статусе и административных центрах муниципальных образований в Республике Башкортостан“»).